# كبير الجلد
كبير الجلد (الاسم العلمي: Macroderma)، جنس خفافيش من فصيلة المنطابيات الموجودة في السجل الأحفوري وهي أحفورة حية. لقد كانت موجودة في أستراليا منذ أوائل العصر الميوسيني.